# F.C. De Kampioenen: Kerstspecial
F.C. De Kampioenen: Kerstspecial is een aflevering van de serie F.C. De Kampioenen ter ere van de overleden acteur Johny Voners. De aflevering is op 25 december 2020 uitgezonden en haalde een kijkcijferrecord met 2.283.418 kijkers. De herhaling een jaar later op kerstavond 2021 trok 411.678 live kijkers. 
Deze speciale aflevering is het definitieve einde van de serie.

## Verhaal
Op 25 december 2020 zond Eén een kerstspecial van F.C. De Kampioenen uit. De special is een hommage aan Johny Voners, die in 2020 overleed, en zijn personage Xavier. De aflevering duurde anderhalf uur en kwam in de plaats van de geschrapte nieuwe reeks ter ere van de dertigste verjaardag van de reeks. Rob Teuwen maakt in deze special een comeback als Billie Coppens. Na 28 jaar horen we ook Marijke, vertolkt door Greet Rouffaer, terug als dj van Radio Hallo. In de kerstspecial worden ook beelden getoond van de voorbije 30 jaar F.C. De Kampioenen.

## Rolverdeling
Hoofdrollen
- Marijn Devalck - Balthasar Boma
- Danni Heylen - Pascale De Backer
- An Swartenbroekx - Bieke Crucke
- Ann Tuts - Doortje Van Hoeck
- Loes Van den Heuvel - Carmen Waterslaeghers
- Herman Verbruggen - Marc Vertongen
- Tuur De Weert - Maurice de Praetere
- Ben Rottiers - Pol De Tremmerie
- Jacques Vermeire - Dimitri De Tremmerie
- Jaak Van Assche - Fernand Costermans
- Niels Destadsbader - Ronald Decocq
- Machteld Timmermans - Goedele Decocq

Bijrollen
- Billie Verbruggen - Paulien Vertongen
- Luk D'Heu - Freddy Van Overloop
- Bab Buelens - Niki De Tremmerie
- Rob Teuwen - Billie Coppens
- Guido De Craene - Jean-Paul
- Greet Rouffaer - Marijke (stem)

## Kijkcijferrecord
De kerstspecial haalde het kijkcijferrecord van 2020 binnen met 2.283.418 kijkers (met uitgesteld: 2.382.942 kijkers). Het werd zo het meest bekeken niet-sportgerelateerde programma aller tijden.

## Trivia
- Met een online wedstrijd kon een fan van F.C. De Kampioenen een figurantenrol winnen door een filmpje op te sturen waarin hij of zij een scène uit de serie naspeelde.
- Door de geldende coronamaatregelen van dat moment werd het decor groter gemaakt om deze regels te respecteren.
- Naast het café werd ook het decor van de woonkamer van Xavier en Carmen terug heropgebouwd.
- Slechts twee vaste figuranten waren te zien in deze speciale aflevering.
- Er werd een 'achter de schermen'-special opgenomen die een blikt werpt op de opnames en vertelt hoe de acteurs omgaan met het verlies van Voners.
- Voormalige hoofdpersonages Oscar Crucke, Bernard Theofiel Waterslaeghers en Pico Coppens waren niet lijfelijk aanwezig in de aflevering, maar waren wel, net als Xavier, te zien in archiefbeelden doorheen de aflevering.